# Karanjia
Karanjia là một thị xã và là nơi đặt ủy ban khu vực quy hoạch (notified area committee) của quận Mayurbhanj thuộc bang Orissa, Ấn Độ.

## Địa lý
Karanjia có vị trí 21°47′B 85°58′Đ / 21,78°B 85,97°Đ Nó có độ cao trung bình là 389 mét (1276 feet).

## Nhân khẩu
Theo điều tra dân số năm 2001 của Ấn Độ, Karanjia có dân số 21.420 người. Phái nam chiếm 53% tổng số dân và phái nữ chiếm 47%. Karanjia có tỷ lệ 67% biết đọc biết viết, cao hơn tỷ lệ trung bình toàn quốc là 59,5%: tỷ lệ cho phái nam là 75%, và tỷ lệ cho phái nữ là 59%. Tại Karanjia, 13% dân số nhỏ hơn 6 tuổi.